# Burksilampus anobii
Burksilampus anobii är en stekelart som först beskrevs av Burks 1969.  Burksilampus anobii ingår i släktet Burksilampus och familjen gropglanssteklar. Inga underarter finns listade.